# آرنسانو
آرنسانو (به ایتالیایی: Arnesano) یک کومونه در ایتالیا است که در استان لچه واقع شده‌است.

## خصوصیات
آرنسانو ۱۳ کیلومترمربع مساحت و ۳٬۸۵۷ نفر جمعیت دارد و ۳۳ متر بالاتر از سطح دریا واقع شده‌است.